# Tappisaari (ö i Södra Savolax)
Tappisaari är en ö i Finland. Den ligger i sjön Pihlajavesi och i kommunen Nyslott i  landskapet Södra Savolax, i den sydöstra delen av landet, 260 km nordost om huvudstaden Helsingfors. Öns area är 36,9 hektar och dess största längd är 1 kilometer i nord-sydlig riktning.